# Harmonica Gun

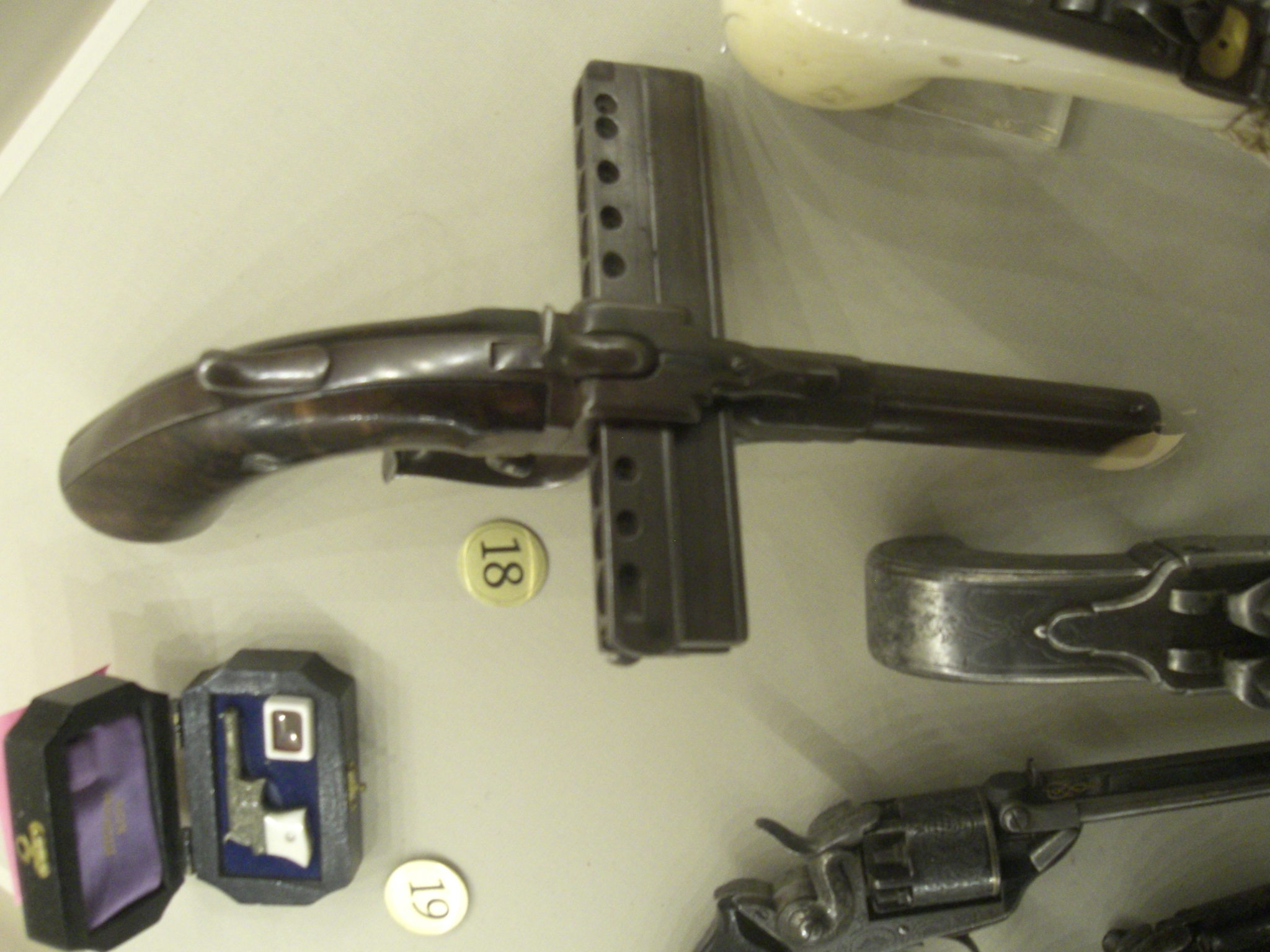
Zehnschüssige 9-mm-Harmonica-Gun im National Firearms Museum

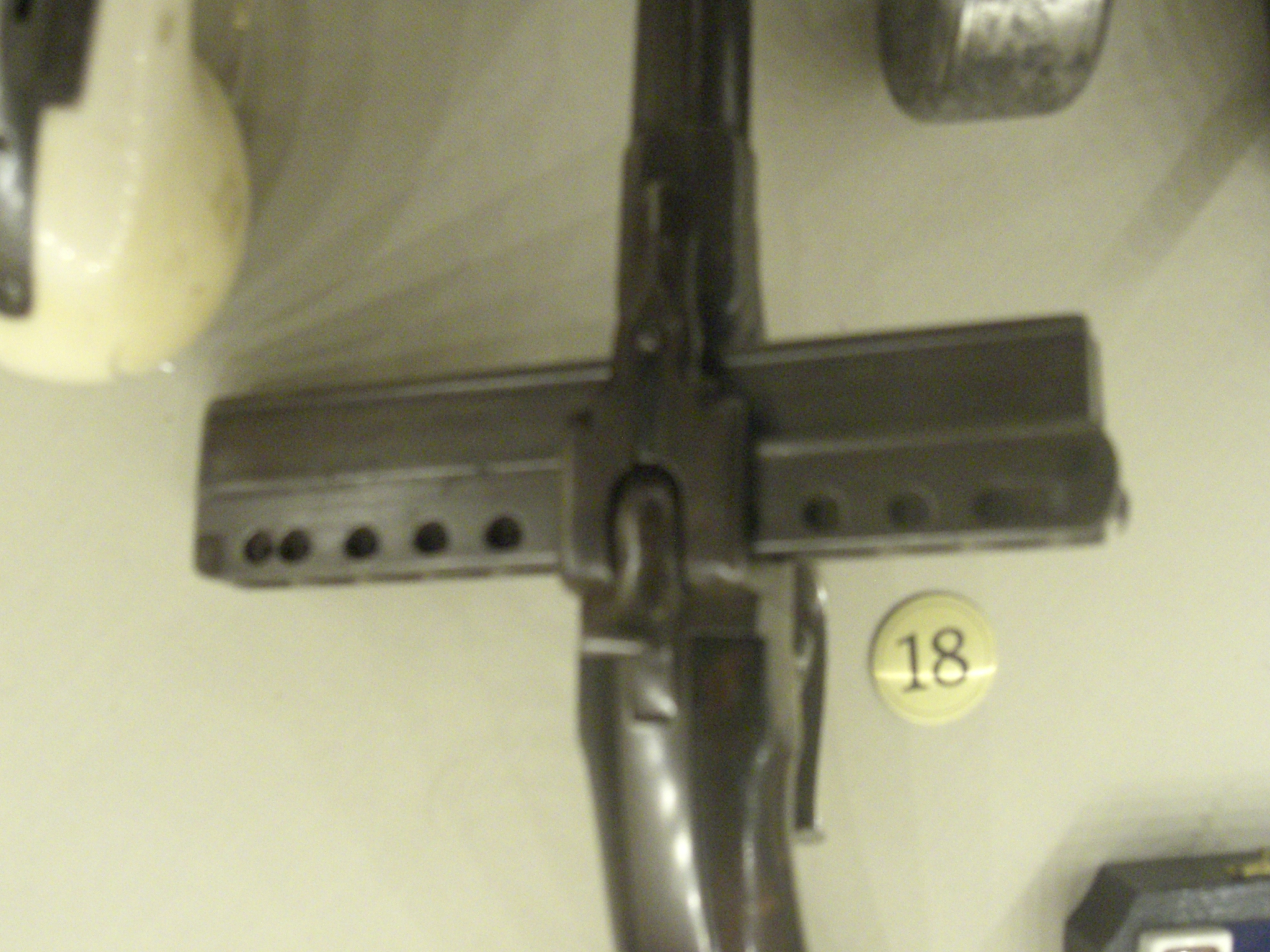
Detailansicht

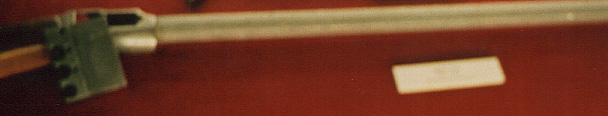
Dreischüssiges Slide-Gun-Gewehr

Harmonica oder Slide guns sind Hinterlader-Handfeuerwaffen aus dem 19. Jahrhundert. Der Name stammt von dem mundharmonikaförmigen Verschlussbauteil, das mehrere Funktionen erfüllt: Verschluss, Kammer und Magazin.

## Technik
Die Harmonica-Waffen sind Mehrlader-Perkussionswaffen, Stiftfeuerwaffen (System Lefaucheux), oder solche für Zentralfeuerpatronen. Sie verfügen über einen stählernen Patronenrahmen, der mehrere Kammern mit Zündhütchen bzw. Patronen enthält. Dieser stellt, ähnlich der Trommel eines Revolvers, Patronenvorrat und Kammer in einem dar. Nach der Abgabe eines Schusses muss bei den Percussionswaffen der Hahn gespannt und der Patronenrahmen manuell weiterbewegt werden, um die nächste Kammer vor den Lauf zu bringen. Danach ist die Waffe wieder schussbereit. Die Patronenwaffen verfügen über ein Double-Action-System (Spannabzug), d. h. der Weitertransport der Kammern, das Spannen des Hahns sowie die Schussabgabe erfolgen jeweils mit einem Durchziehen des Abzuges. Es gab Harmonika-Waffen mit waagerecht und senkrecht angeordnetem Patronenrahmen. Das System hat sich aus naheliegenden Gründen nicht durchgesetzt. Zum einen ist bei Waffen mit waagerecht angeordnetem Patronenrahmen der sich bei jedem Schuss verändernde Schwerpunkt ungünstig, zum anderen sind sie mit eingeschobenem Patronenrahmen sehr sperrig und können nicht in einem Holster getragen werden. Bei Waffen mit senkrecht durchlaufendem Patronenrahmen ist genaues Zielen unmöglich, da der Schlitten die Visierlinie verdeckt. Trotzdem wurde das Prinzip über fast ein Jahrhundert hinweg immer wieder aufgegriffen und konstruktiv weiterentwickelt.

## Arten
Neben den Pistolen existierten auch Gewehre, zum Teil als Unterhammerausführung. 

## Hersteller
Harmonica-Waffen wurden in den Vereinigten Staaten von Amerika sowie in Europa hergestellt. Der bekannteste Fabrikant in den USA war Jonathan Browning, der Vater von John Moses Browning. Er produzierte ab 1834 in Quincy, Illinois Harmonica guns neben den etwas konventionelleren Revolvergewehren. In Europa wurden u. a. von H.J. Colleye, der von 1845 bis 1858 in Liege/Belgien arbeitete, Percussions-Harmonika-Waffen gebaut. Der bekannteste Hersteller von Harmonika-Waffen in Europa ist wohl J. Jarre in Paris, welcher in den 1860er und 70er Jahren Harmonika-Pistolen und -Gewehre für Stiftfeuerpatronen herstellte. Es gab sie mit Kammern für drei bis zehn Patronen, meist im Kaliber 7mm Lefaucheux. Im Jahr 1906 wurde von August Schuler in Suhl/Deutschland die sogenannte Reformpistole patentiert und ab 1913 zum Verkauf angeboten. Eine vierschüssige Harmonika-Taschenpistole mit senkrecht durchlaufendem Schlitten im Kaliber 6,35 mm Browning (= .25 ACP). Das Besondere an dieser Waffe ist der automatische Auswurf der ersten drei Hülsen durch den Gasdruck der nachfolgend abgeschossenen Patronen.